# William Child-Villiers
George Francis William Child-Villiers, X conte di Jersey, conosciuto come William Villiers (5 febbraio 1976), è un nobile britannico e pari della famiglia Villiers.
È un ex produttore, attore e scrittore. Attualmente è Direttore dell'Intellectual Property for Handmade Films.

## Istruzione e carriera
Jersey è il figlio maggiore del chitarrista George Child-Villiers, Visconte di Villiers, e della sua seconda moglie, Sacha (nata Valpy),è stato educato alla St. Michael's School, Jersey, fino all'età di 8 anni, poi Mount House School, Tavistock , Devon ; Canford School , Wimborne, Dorset; Nene College (ora Northampton University); e Birmingham School of Speech and Drama .  Alla morte di suo padre, il 19 marzo 1998, è stato brevemente disegnato Viscount Grandison (secondo la tradizione della famiglia secondo la quale ogni erede viene alternativamente designato Viscount Villiers e poi Visconte Grandison). Successe a suo nonno come decimo conte di Jersey nell'agosto di quell'anno e si insediò nella Camera dei Lord nel 1999, poco prima della riforma della Camera .

## Vita privata
Nel 2007, il conte di Jersey mise in vendita la casa di famiglia, Radier Manor, insieme a diverse proprietà e circa 70 acri (280.000 m^2) di terra su Jersey con un prezzo richiesto di £ 12.5 milioni.  Tuttavia, la proprietà fu in seguito ritirata dagli elenchi degli agenti.
Il 16 agosto 2003, il conte di Jersey sposò Marianne Simonne de Guelle, figlia di Peter e Jeannette de Guelle, a St Martin de Grouville, Jersey.  Hanno quattro figli:
- Lady Mia Adriana Marie Rose Child-Villiers (nato il 28 dicembre 2006)
- Lady Amelie Natasha Sophia Child-Villiers (14 aprile 2008)
- Lady Evangeline Antonia Adela Child-Villiers (nata il 9 febbraio 2011)
- George Henry William Child-Villiers, ,Visconte di Villiers (1 settembre 2015).

È un cugino di secondo grado dell'attore Bart Ruspoli.

## Ascendenza
|                                           |                   |                          | Genitori                               |  |  | Nonni |  |  | Bisnonni                                    |  |  | Trisnonni                                  |  |
|                                           |                   |                          |                                        |  |  |       |  |  | George Child-Villiers, VIII conte di Jersey |  |  | Victor Child Villiers, VII conte di Jersey |  |
|                                           |                   |                          |                                        |  |  |       |  |  | George Child-Villiers, VIII conte di Jersey |  |  | Victor Child Villiers, VII conte di Jersey |  |
|                                           |                   | Margaret Elizabeth Leigh |                                        |  |  |       |  |  | George Child-Villiers, VIII conte di Jersey |  |  |                                            |  |
| George Child-Villiers, IX conte di Jersey |                   |                          |                                        |  |  |       |  |  | George Child-Villiers, VIII conte di Jersey |  |  |                                            |  |
|                                           |                   | Cynthia Needham          | Francis Needham, III conte di Kilmorey |  |  |       |  |  |                                             |  |  |                                            |  |
|                                           |                   | Cynthia Needham          | Francis Needham, III conte di Kilmorey |  |  |       |  |  |                                             |  |  |                                            |  |
|                                           |                   | Cynthia Needham          | Ellen Constance Baldock                |  |  |       |  |  |                                             |  |  |                                            |  |
| George Child-Villiers, visconte Villiers  |                   | Cynthia Needham          |                                        |  |  |       |  |  |                                             |  |  |                                            |  |
|                                           |                   | Enrico Mottironi         | …                                      |  |  |       |  |  |                                             |  |  |                                            |  |
|                                           |                   | Enrico Mottironi         | …                                      |  |  |       |  |  |                                             |  |  |                                            |  |
|                                           |                   | Enrico Mottironi         | …                                      |  |  |       |  |  |                                             |  |  |                                            |  |
| Bianca Mottironi                          |                   | Enrico Mottironi         |                                        |  |  |       |  |  |                                             |  |  |                                            |  |
|                                           |                   | …                        | …                                      |  |  |       |  |  |                                             |  |  |                                            |  |
|                                           |                   | …                        | …                                      |  |  |       |  |  |                                             |  |  |                                            |  |
|                                           |                   | …                        | …                                      |  |  |       |  |  |                                             |  |  |                                            |  |
| William Child-Villiers, X conte di Jersey |                   | …                        |                                        |  |  |       |  |  |                                             |  |  |                                            |  |
|                                           | John Hooper Valpy | John Valpy               |                                        |  |  |       |  |  |                                             |  |  |                                            |  |
|                                           | John Hooper Valpy | John Valpy               |                                        |  |  |       |  |  |                                             |  |  |                                            |  |
|                                           | John Hooper Valpy | Jeanne Hooper            |                                        |  |  |       |  |  |                                             |  |  |                                            |  |
| Peter Hooper Valpy                        | John Hooper Valpy |                          |                                        |  |  |       |  |  |                                             |  |  |                                            |  |
|                                           |                   | Sophie Marguerite Fauvel | Charles Valpy                          |  |  |       |  |  |                                             |  |  |                                            |  |
|                                           |                   | Sophie Marguerite Fauvel | Charles Valpy                          |  |  |       |  |  |                                             |  |  |                                            |  |
|                                           |                   | Sophie Marguerite Fauvel | Louisa Hamon                           |  |  |       |  |  |                                             |  |  |                                            |  |
| Sasha Jane Hooper Valpy                   |                   | Sophie Marguerite Fauvel |                                        |  |  |       |  |  |                                             |  |  |                                            |  |
|                                           |                   | …                        | …                                      |  |  |       |  |  |                                             |  |  |                                            |  |
|                                           |                   | …                        | …                                      |  |  |       |  |  |                                             |  |  |                                            |  |
|                                           |                   | …                        | …                                      |  |  |       |  |  |                                             |  |  |                                            |  |
| …                                         |                   | …                        |                                        |  |  |       |  |  |                                             |  |  |                                            |  |
|                                           |                   | …                        | …                                      |  |  |       |  |  |                                             |  |  |                                            |  |
|                                           |                   | …                        | …                                      |  |  |       |  |  |                                             |  |  |                                            |  |
|                                           |                   | …                        | …                                      |  |  |       |  |  |                                             |  |  |                                            |  |
|                                           |                   | …                        |                                        |  |  |       |  |  |                                             |  |  |                                            |  |

## Filmografia
1. Jack Says (2008) Produttore esecutivo (completato)
2. Londra: The Greatest City (2004) ( TV ) .... Ben Johnsson
3. Four (2002) (TV) .... Brett e anche Writer and Producer
4. The Long Night (2002) ( V ) .... Geoffrey e anche produttore esecutivo